# Fuerza de Defensa de Guyana
La Fuerza de Defensa de Guyana (FDG), (en inglés: Guyana Defense Force o GDF) son las fuerzas armadas de la República Cooperativa de Guyana, en el noreste de América del Sur, son las encargadas de garantizar la defensa y soberanía de ese país. El Comandante en jefe de las Fuerzas de Defensa de Guyana, es el Presidente de Guyana.

## Historia

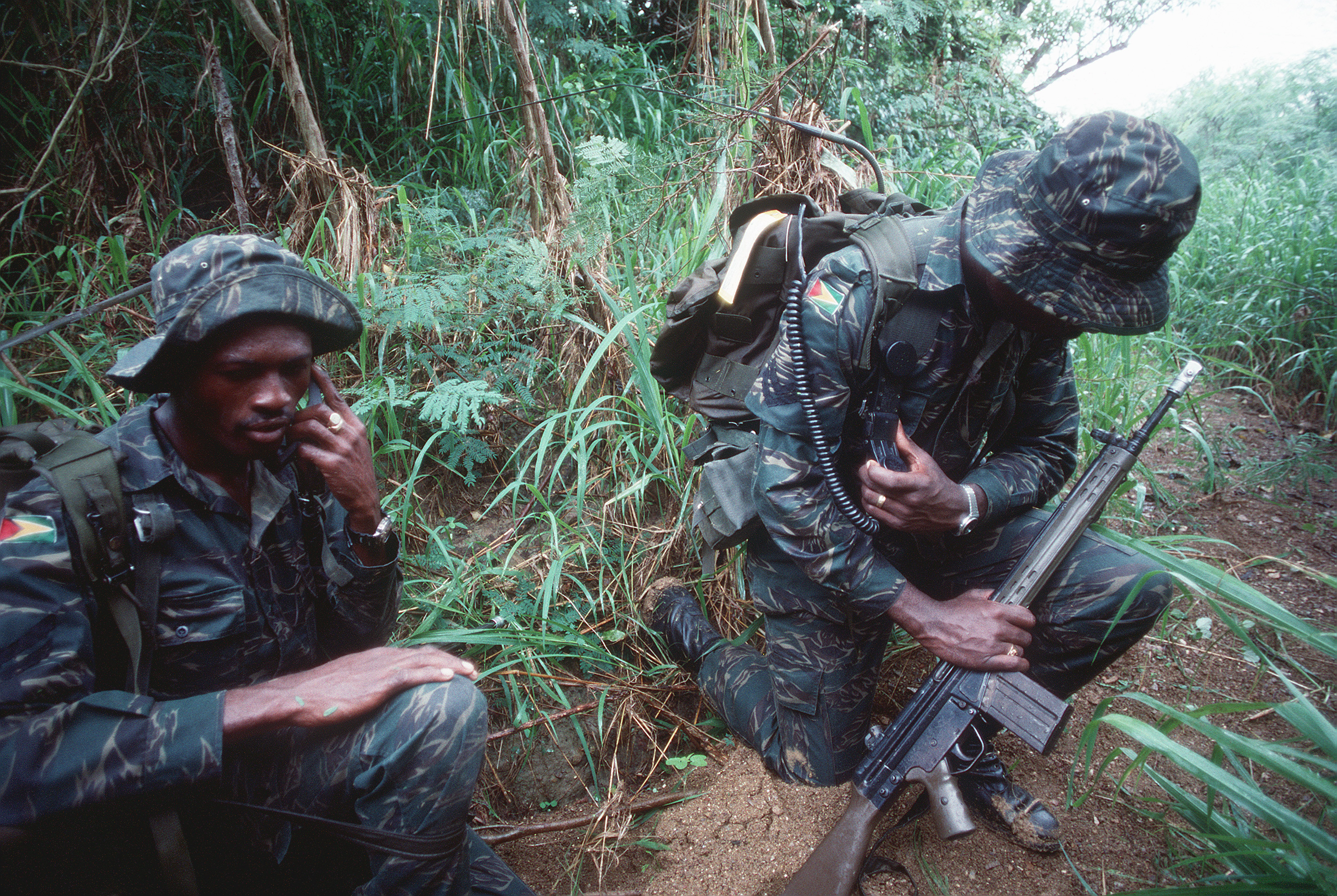
Soldados guyaneses en 1992

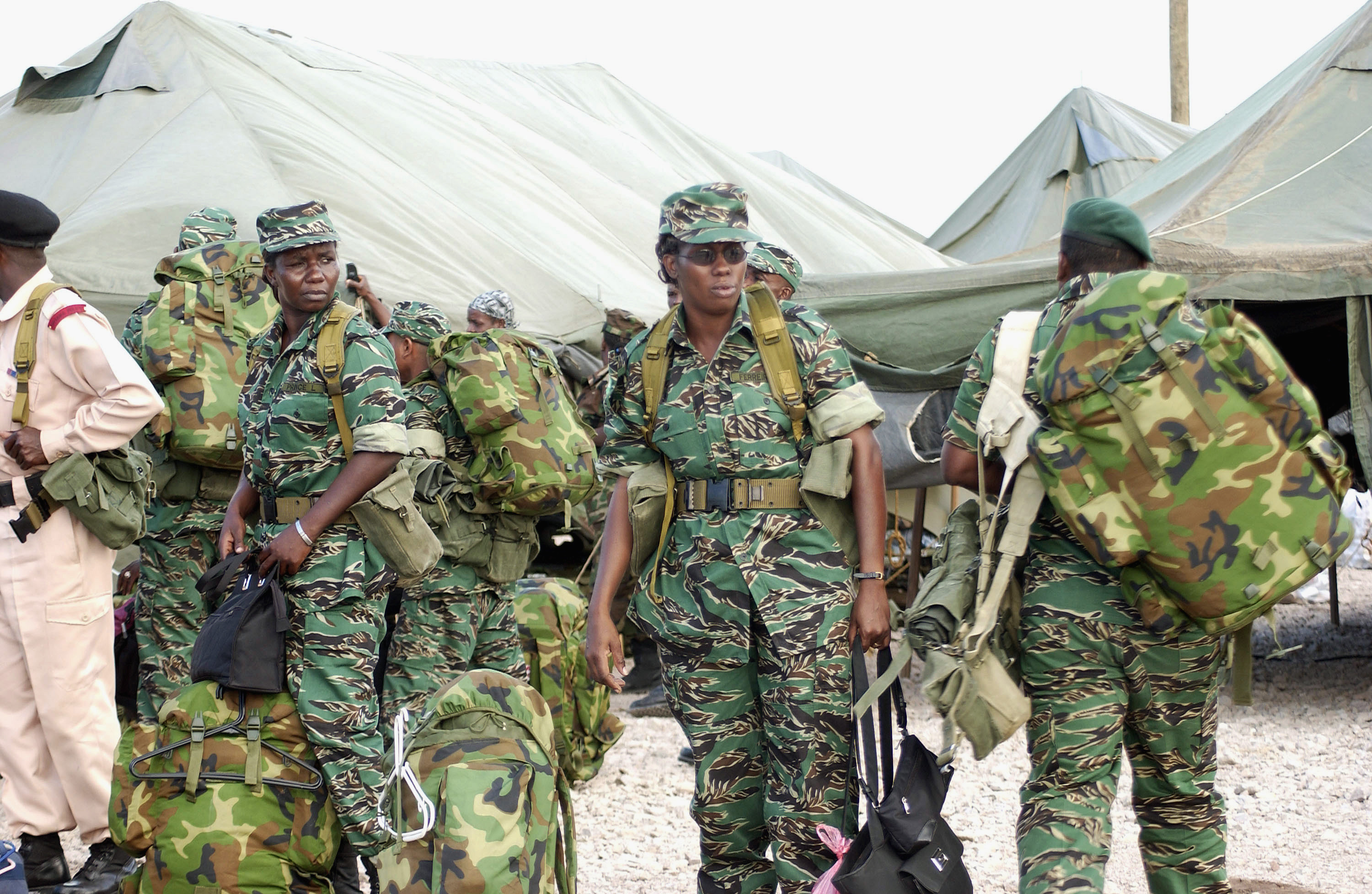
Soldadas guyanesas en 2002

Soldado guyanés en 2012

Las Fuerzas de Defensa de Guyana conocidas por sus siglas en inglés como GDF fueron creadas el 1 de noviembre de 1965, los integrantes de la nueva Fuerza de Defensa provenían de la Fuerza de Voluntarios de la Guayana Británica (British Guiana Volunteer Force o BGVF), de la Unidad de Servicios Especiales (Special Service Unit o SSU), de la Fuerza de Policía de la Guayana Británica (British Guiana Police Force o BGPF) y de civiles guyaneses, su capacitación y entrenamiento fue proporcionada por instructores británicos a fin de defender el territorio nacional.
En enero de 1969 las Fuerzas de Defensa de Guyana enfrentaron su primera prueba cuando se produjo la Rebelión de Rupununi, un sangriento movimiento separatista en el sur de Guyana, que pretendió anexar el territorio a Venezuela y que fue contenido 3 días después con un saldo de entre 70 y 100 muertos, en su mayoría indígenas guyaneses.
Las GDF son una parte integral de la nación de Guyana, los recursos y equipos de las GDF se utilizan para ayudar a los guyaneses, ejemplo de ellos incluyen vuelos para proporcionar asistencia médica a la población y la construcción de carreteras y pistas de aterrizaje por el Cuerpo de Ingeniería (Engineering Corps).
El alistamiento en la Fuerza es de carácter voluntario para los oficiales y soldados. La formación básica se realiza dentro de las escuelas de formación de las GDF, que también ha entrenado oficiales y soldados de otros territorios del Caribe vinculados a la Commonwealth. Sin embargo, los oficiales también se forman en dos de las escuelas de formación británicas oficiales de renombre mundial: La Real Academia Militar de Sandhurst (Royal Military Academy Sandhurst) en donde se entrena la Infantería, y el Real Colegio Naval Britannia (Britannia Royal Naval College) que es el encargado de la formación de la Guardia Costera.
La formación y las aptitudes adquiridas por los miembros de las GDF se han utilizado cuando se desenvuelven tanto en la vida civil como militar o en organizaciones hermanas como la Milicia Popular de Guyana (Guyana People's Militia) que en la actualidad es conocido como Grupo de Reserva del Segundo Batallón de Infantería (Second Infantry Battalion Group Reserve) y por el Servicio Nacional de Guyana (Guyana National Service).

## Funciones

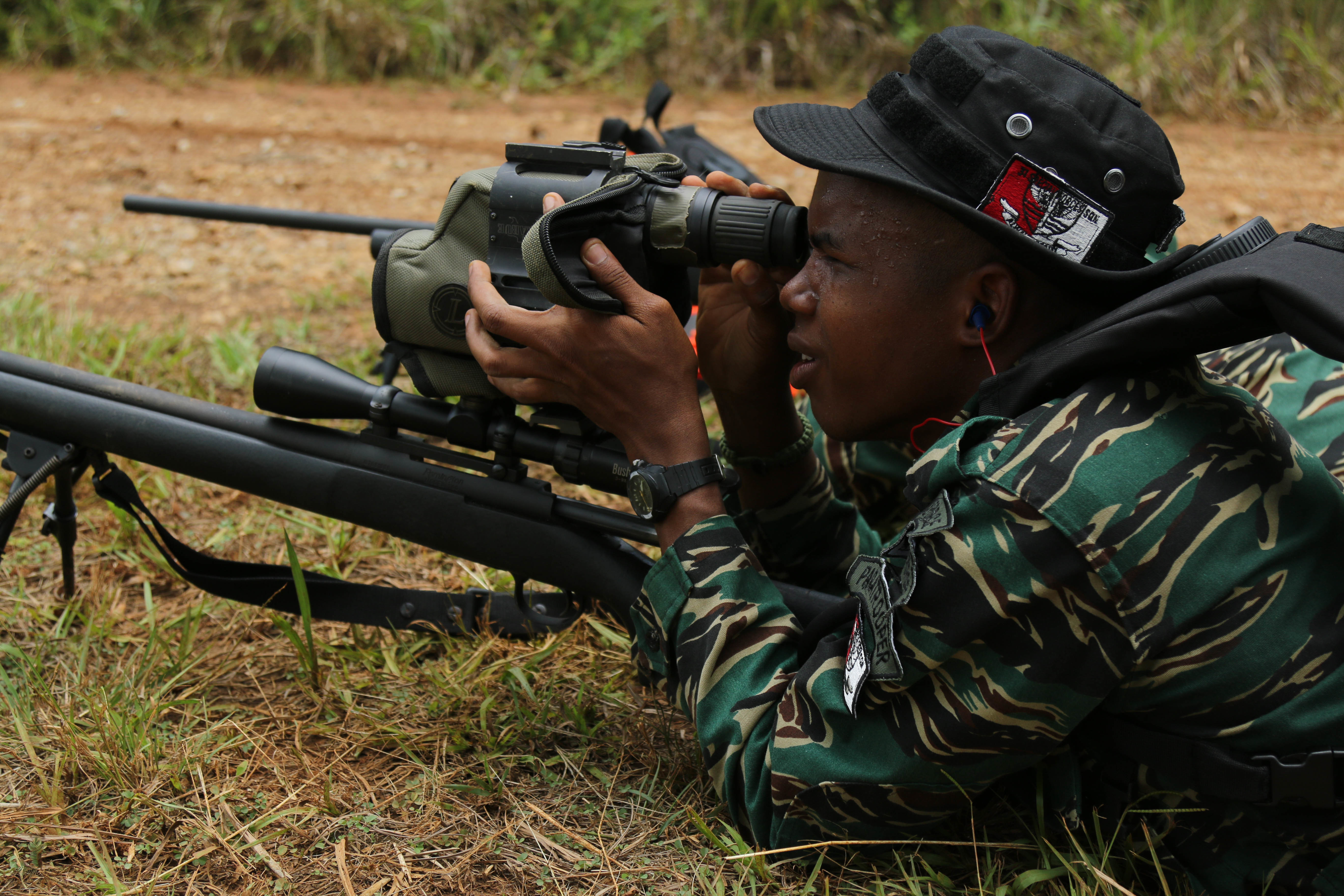
Soldado guyanés en 2015

- Defender la integridad territorial de Guyana.
- Ayudar al poder civil en el mantenimiento de la ley y el orden cuando de ser necesario hacerlo.
- Contribuir al desarrollo económico de Guyana.
- Contribuir a la paz de la región

## Equipamiento militar de Guyana

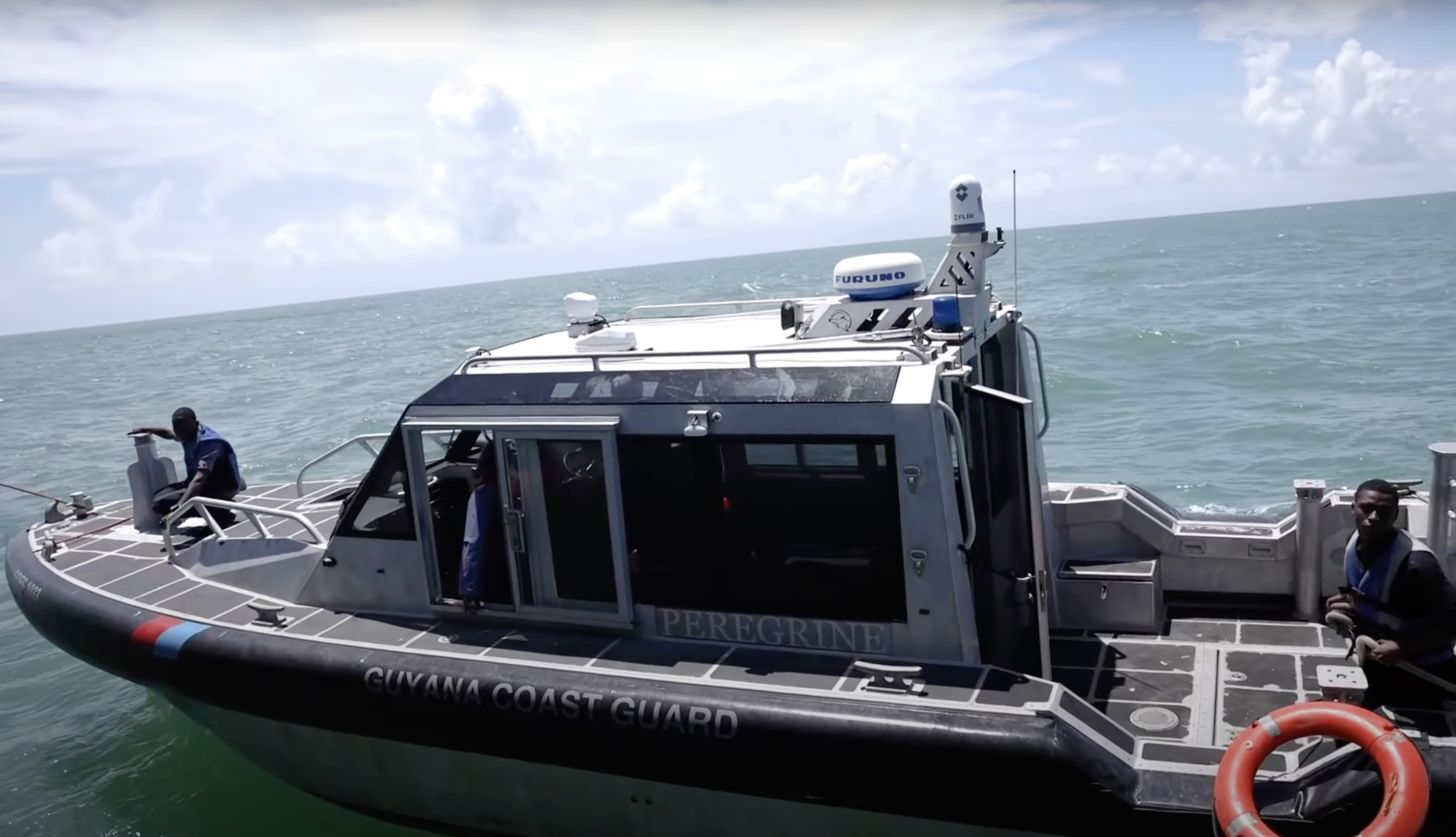
El Peregrine, un pequeño barco patrullero de la Guardia Costera de Guyana.

Gran parte del equipamiento que pertenece a Guyana son armas de la época de la Guerra Fría, e incluso algunas armas de la Segunda Guerra Mundial. Guyana es miembro de la Iniciativa de Seguridad de la Cuenca del Caribe y mantiene fuertes relaciones militares con Brasil, con el que colabora en materia de seguridad fronteriza a través de reuniones anuales de intercambio militar regional. Además, la nación tiene pactos bilaterales con China, Francia y los Estados Unidos. La Fuerza de Defensa de Guyana participa en entrenamientos regulares y en actividades bilaterales. El equipamiento se compone principalmente de armas y vehículos rusos y británicos. La fuerza aérea ha mejorado sus limitadas capacidades de transporte aéreo con aviones de segunda mano, principalmente de origen brasileño y norteamericano. Con excepción de las instalaciones de mantenimiento, no existe un sector industrial de defensa. Los principales objetivos de las Fuerzas de Defensa de Guyana (en inglés: Guyana Defence Force, GDF) son el control de las fronteras, el apoyo a las operaciones policiales y la asistencia al poder civil. El gobierno se propone reestructurar la FDG para aumentar su flexibilidad. Guyana es miembro de la Iniciativa de Seguridad de la Cuenca del Caribe. Mantiene sólidas relaciones militares con Brasil, con el que colabora en materia de seguridad fronteriza a través de encuentros regionales anuales de intercambio militar. Además, el país tiene pactos bilaterales con China, Francia y Estados Unidos. La FDG se entrena regularmente y participa en actividades bilaterales y ejercicios multinacionales. Una iniciativa de formación con China ayudó a dos pilotos guyaneses a obtener la certificación de combate aéreo, aunque Guyana no tiene aviones de combate en su inventario. No existe capacidad expedicionaria ni logística asociada. El equipamiento se compone principalmente de armas y vehículos ex soviéticos y británicos. Las fuerzas aéreas han mejorado sus limitadas capacidades de transporte aéreo con aviones de segunda mano, principalmente de origen brasileño y norteamericano. A excepción de las instalaciones de mantenimiento, no existe un sector industrial de defensa nacional.

### Armas antiaéreas
| Nombre                                | Imagen                                | Origen                                | Tipo                                  | Sistema de guiado                     | Fabricante                            |
| Sistema de defensa antiaérea portátil | Sistema de defensa antiaérea portátil | Sistema de defensa antiaérea portátil | Sistema de defensa antiaérea portátil | Sistema de defensa antiaérea portátil | Sistema de defensa antiaérea portátil |
| ------------------------------------- | ------------------------------------- | ------------------------------------- | ------------------------------------- | ------------------------------------- | ------------------------------------- |
| 9K32 Strela-2                         |                                       | Rusia                                 | MANPADS                               | Búsqueda por infrarrojos              | KBM                                   |

### Armas antitanque
| Nombre       | Fotografía   | Origen       | Tipo                          | Calibre      | Fabricante   |
| Lanzacohetes | Lanzacohetes | Lanzacohetes | Lanzacohetes                  | Lanzacohetes | Lanzacohetes |
| ------------ | ------------ | ------------ | ----------------------------- | ------------ | ------------ |
| RPG-7        |              | Rusia        | Granada propulsada por cohete | 85 mm        | Bazalt       |

### Armas de fuego

#### Pistolas semiautomáticas
| Nombre                   | Imagen                   | Origen                   | Tipo                     | Munición                 | Fabricante               |
| Pistolas semiautomáticas | Pistolas semiautomáticas | Pistolas semiautomáticas | Pistolas semiautomáticas | Pistolas semiautomáticas | Pistolas semiautomáticas |
| ------------------------ | ------------------------ | ------------------------ | ------------------------ | ------------------------ | ------------------------ |
| Walther PP               |                          | Alemania                 | Pistola semiautomática   | 9 × 18 mm Ultra          | Carl Walther             |

#### Subfusiles
| Nombre            | Imagen     | Origen      | Tipo       | Munición             | Fabricante                 |
| Subfusiles        | Subfusiles | Subfusiles  | Subfusiles | Subfusiles           | Subfusiles                 |
| ----------------- | ---------- | ----------- | ---------- | -------------------- | -------------------------- |
| Sten              |            | Reino Unido | Subfusil   | 9 × 19 mm Parabellum | Royal Small Arms Factory   |
| Subfusil Sterling |            | Reino Unido | Subfusil   | 9 × 19 mm Parabellum | Sterling Armaments Company |

#### Carabinas
| Nombre    | Imagen    | Origen    | Tipo      | Munición     | Fabricante              |
| Carabinas | Carabinas | Carabinas | Carabinas | Carabinas    | Carabinas               |
| --------- | --------- | --------- | --------- | ------------ | ----------------------- |
| SKS       |           | Rusia     | Carabina  | 7,62 × 39 mm | Planta de armas de Tula |

#### Fusiles de asalto
| Nombre             | Imagen            | Origen            | Tipo              | Munición          | Fabricante                   |
| Fusiles de asalto  | Fusiles de asalto | Fusiles de asalto | Fusiles de asalto | Fusiles de asalto | Fusiles de asalto            |
| ------------------ | ----------------- | ----------------- | ----------------- | ----------------- | ---------------------------- |
| Tipo 56            |                   | China             | Fusil de asalto   | 7,62 × 39 mm      | Norinco                      |
| AKM                |                   | Rusia             | Fusil de asalto   | 7,62 × 39 mm      | Corporación Kalashnikov      |
| FAMAS              |                   | Francia           | Fusil de asalto   | 5,56 × 45 mm OTAN | KNDS Francia                 |
| Heckler & Koch G36 |                   | Alemania          | Fusil de asalto   | 5,56 × 45 mm OTAN | Heckler & Koch               |
| Fusil M16          |                   | Estados Unidos    | Fusil de asalto   | 5,56 × 45 mm OTAN | Colt's Manufacturing Company |

#### Fusiles de combate
| Nombre             | Imagen             | Origen             | Tipo               | Munición           | Fabricante         |
| Fusiles de combate | Fusiles de combate | Fusiles de combate | Fusiles de combate | Fusiles de combate | Fusiles de combate |
| ------------------ | ------------------ | ------------------ | ------------------ | ------------------ | ------------------ |
| G3                 |                    | Alemania           | Fusil de combate   | 7,62 × 51 mm OTAN  | Heckler & Koch     |
| FN FAL             |                    | Bélgica            | Fusil de combate   | 7,62 × 51 mm OTAN  | FN Herstal         |

#### Ametralladoras
| Nombre         | Imagen         | Origen         | Tipo                               | Munición            | Fabricante                           |
| Ametralladoras | Ametralladoras | Ametralladoras | Ametralladoras                     | Ametralladoras      | Ametralladoras                       |
| -------------- | -------------- | -------------- | ---------------------------------- | ------------------- | ------------------------------------ |
| Bren           |                | Reino Unido    | Ametralladora ligera               | .303 British        | Royal Small Arms Factory             |
| FN Minimi      |                | Bélgica        | Ametralladora ligera               | 5,56 × 45 mm OTAN   | FN Herstal                           |
| FN MAG         |                | Bélgica        | Ametralladora de propósito general | 7,62 × 51 mm OTAN   | FN Herstal                           |
| AAT-52         |                | Francia        | Ametralladora de propósito general | 7,5 × 54 mm Francés | Manufacture d'Armes de Saint-Etienne |

### Mísiles
| Nombre      | Fotografía | Origen          | Unidades |
| ----------- | ---------- | --------------- | -------- |
| S-25 Berkut |            | Unión Sovietica | 18       |

### Artillería
| Nombre               | Fotografía           | Origen               | Tipo                 | Calibre              | Fabricante             |
| Artillería remolcada | Artillería remolcada | Artillería remolcada | Artillería remolcada | Artillería remolcada | Artillería remolcada   |
| -------------------- | -------------------- | -------------------- | -------------------- | -------------------- | ---------------------- |
| M-46                 |                      | Rusia                | Artillería remolcada | 130 mm               | Fábricas de Motovílija |

### Embarcaciones
| Clase                              | Fotografía | Origen         | Tipo                          | Unidades | Fabricante                                            |
| ---------------------------------- | ---------- | -------------- | ----------------------------- | -------- | ----------------------------------------------------- |
| Clase Defiant                      |            | Estados Unidos | Buque patrullero              | 3        | Metal Shark Boats                                     |
| Bote salvavidas a motor de 44 pies |            | Estados Unidos | Buque de salvamento y rescate | 4        | Astillero de la Guardia Costera de los Estados Unidos |

### Morteros
| Nombre               | Fotografía | Origen      | Tipo     | Calibre  | Fabricante     |
| Morteros             | Morteros   | Morteros    | Morteros | Morteros | Morteros       |
| -------------------- | ---------- | ----------- | -------- | -------- | -------------- |
| Mortero L16 de 81 mm |            | Reino Unido | Mortero  | 81 mm    | Royal Ordnance |

### Vehículos blindados
| Nombre                      | Imagen                | Origen                | Tipo                            | Fabricante            |
| Vehículos todoterreno       | Vehículos todoterreno | Vehículos todoterreno | Vehículos todoterreno           | Vehículos todoterreno |
| --------------------------- | --------------------- | --------------------- | ------------------------------- | --------------------- |
| EE-09 Cascavel              |                       | Brasil                | Automóvil blindado (militar)    | Engesa                |
| EE-11 Urutu                 |                       | Brasil                | Transporte blindado de personal | Engesa                |
| Automóvil blindado Shorland |                       | Reino Unido           | Automóvil blindado (militar)    | Short Brothers        |

## Fuerza aérea

### Aeronaves
Las FDG operan 80 aeronaves defensivas, incluidos varios helicópteros militares.
| Aeronave                        | Fotografía                      | Origen                          | Tipo                            | Unidades                        | Fabricante                      |
| Aeronaves de transporte militar | Aeronaves de transporte militar | Aeronaves de transporte militar | Aeronaves de transporte militar | Aeronaves de transporte militar | Aeronaves de transporte militar |
| ------------------------------- | ------------------------------- | ------------------------------- | ------------------------------- | ------------------------------- | ------------------------------- |
| Cessna 172                      |                                 | Estados Unidos                  | Avión utilitario                | 1                               | Cessna                          |
| Short Skyvan                    |                                 | Reino Unido                     | Avión utilitarioSTOL            | 3                               | Short Brothers                  |
| BN-2 Islander                   |                                 | Reino Unido                     | Avión utilitario                | 2                               | Britten-Norman                  |
| Super King Air                  |                                 | Estados Unidos                  | Avión de enlace                 | 1                               | Beechcraft                      |
| Dornier 228                     |                                 | Alemania                        | Avión utilitarioSTOL            | 2                               | Dornier                         |
| Harbin Y-12                     |                                 | China                           | Avión de transporte             | 2                               | Harbin Aircraft                 |
| Helicópteros militares          |                                 |                                 |                                 |                                 |                                 |
| Bell 206                        |                                 | Estados Unidos                  | Avión utilitario                | 2                               | Bell Textron                    |
| Bell 412                        |                                 | Estados Unidos                  | Avión utilitario                | 2                               | Bell Textron                    |

## Graduación militar

### Fuerzas aéreas

#### Oficiales
| Grado militar    | Insignia | Rangos OTAN |
| ---------------- | -------- | ----------- |
| Teniente coronel |          | OF-5        |
| Comandante       |          | OF-4        |
| Capitán          |          | OF-3        |
| Teniente         |          | OF-2        |
| Subteniente      |          | OF-1        |

### Fuerzas navales

#### Oficiales
| Grado militar      | Insignia | Rangos OTAN |
| ------------------ | -------- | ----------- |
| Almirante          |          | OF-9        |
| Vicealmirante      |          | OF-8        |
| Contraalmirante    |          | OF-7        |
| Capitán de navío   |          | OF-6        |
| Capitán de fragata |          | OF-5        |
| Capitán de corbeta |          | OF-4        |
| Teniente           |          | OF-3        |
| Subteniente        |          | OF-2        |
| Alférez            |          | OF-1        |

### Fuerzas terrestres

#### Oficiales
| Grado militar       | Insignia | Rangos OTAN |
| ------------------- | -------- | ----------- |
| Comandante en jefe  |          | OF-10       |
| Teniente general    |          | OF-9        |
| General de ejército |          | OF-8        |
| General de división |          | OF-7        |
| General de brigada  |          | OF-6        |
| Coronel             |          | OF-5        |
| Teniente coronel    |          | OF-4        |
| Comandante          |          | OF-4        |
| Capitán             |          | OF-3        |
| Teniente            |          | OF-2        |
| Subteniente         |          | OF-1        |
| Alférez             |          | OF-1        |
| Cadete              |          | OF-D        |

#### Suboficiales
| Grado militar    | Insignia | Rangos OTAN |
| ---------------- | -------- | ----------- |
| Sargento mayor   |          | OR-6        |
| Sargento primero |          | OR-5        |
| Sargento         |          | OR-4        |
| Cabo primero     |          | OR-3        |
| Cabo             |          | OR-2        |